# Perseo e Andromeda (8996)
Perseo e Andromeda è un affresco rinvenuto nella casa dei Capitelli Colorati a Pompei e custodito all'interno del Museo archeologico nazionale di Napoli.

## Storia
Realizzato tra il 45 e il 79, l'affresco era posto al centro della parte mediana della parete ovest di un oecus della casa dei Capitelli Colorati; a seguito del ritrovamento della casa fu staccato dalla sua collocazione originale per ricavarne un quadretto.

## Descrizione
L'affresco raffigura Perseo e Andromeda seduti su delle pietre squadrate; Andromeda è chiara di pelle, nuda, con un mantello che le ricopre solo le gambe: in testa porta un diadema d'oro e il corpo è ornato da bracciali e cavigliere. La principessa è intenta a guardare nell'acqua il riflesso della testa di Medusa, che Perseo tiene in alto, nella mano destra, mentre con la sinistra abbraccia Andromeda: l'eroe è scuro di pelle, anch'esso nudo, con solo un mantello sulle gambe e ai piedi calzari alati. Lo sfondo della scena è monocromatico.